# Ernesto Mazzella
Ernesto Mazzella (Vitulano, 10 febbraio 1833 – Bari, 14 ottobre 1897) è stato un arcivescovo cattolico italiano.

## Biografia
Nato a Vitulano da Muzio e Eugenia Marcarelli, fratello gemello del cardinale Camillo Mazzella, si laureò in teologia. Fu ordinato presbitero il 22 settembre 1855 e fu in seguito nominato rettore del Seminario di Benevento.
Il 14 marzo 1887 ricevette la nomina ad arcivescovo di Bari e Canosa; fu consacrato a Roma per l'imposizione delle mani del cardinale Raffaele Monaco La Valletta, cardinale vescovo di Albano, il 20 marzo 1887.
Negli anni del suo episcopato, diede impulso alla fondazione e crescita delle associazioni laicali diocesane, tra cui i comitati locali dell'Opera dei congressi. Nel 1888 fondò l'Arciconfraternita di Maria SS. Addolorata, che operava, oltre che in ambito liturgico, anche in attività sociali e caritative: fu offerto anche un servizio di supporto legale alla popolazione meno abbiente.
Nel 1889 furono istituite le conferenze episcopali regionali: Mazzella, come presidente della Conferenza episcopale pugliese, convocò per la prima volta l'assemblea che riuniva i vescovi della regione, comprendente le tre province ecclesiastiche dell'epoca. I vescovi si riunirono a Bari nell'ottobre del 1892: gli argomenti proposti alla discussione dal Mazzella, che presiedeva l'assemblea, riguardavano l'organizzazione dei seminari, l'istruzione e l'attività pastorale del clero, e le problematiche riguardanti i laici. La lettera pastorale, diffusa al termine dei lavori, descrive la condizione della chiesa locale nel contesto storico e sociale della Puglia, da pochi anni passata dal Regno delle Due Sicilie allo Stato italiano.
Negli anni 1891-1892 seguì i lavori di restauro della cappella del seminario.
Difensore indefesso dell'autonomia della Chiesa rispetto all'autorità civile, nel 1894 dichiarava che:
()
Il 10 dicembre 1894 fu nominato amministratore apostolico di Molfetta, Giovinazzo e Terlizzi.
Morì a Bari la sera del 14 ottobre 1897; i funerali si svolsero il 17 successivo.

## Genealogia episcopale
La genealogia episcopale è:
- Cardinale Scipione Rebiba
- Cardinale Giulio Antonio Santori
- Cardinale Girolamo Bernerio, O.P.
- Arcivescovo Galeazzo Sanvitale
- Cardinale Ludovico Ludovisi
- Cardinale Luigi Caetani
- Cardinale Ulderico Carpegna
- Cardinale Paluzzo Paluzzi Altieri degli Albertoni
- Papa Benedetto XIII
- Papa Benedetto XIV
- Cardinale Enrico Enriquez
- Arcivescovo Manuel Quintano Bonifaz
- Cardinale Buenaventura Córdoba Espinosa de la Cerda
- Cardinale Giuseppe Maria Doria Pamphilj
- Papa Pio VIII
- Papa Pio IX
- Cardinale Raffaele Monaco La Valletta
- Arcivescovo Ernesto Mazzella

## Opere
- Epistola pastoralis ad clerum et populum archidiocesis barensis, Roma, 1887
- Lettera pastorale di monsignor Ernesto Mazzella arcivescovo di Bari per la Quaresima del 1888, Bari, 1988
- Lettera pastorale di s. ecc.za rev.ma monsignor D. Ernesto Mazzella per la quaresima del 1891, Giovinazzo, 1891
- Lettera pastorale di sua eccellenza reverendissima monsignor D. Ernesto Mazzella arcivescovo di Bari, amministratore apostolico di Molfetta, Terlizzi e Giovinazzo per la Quaresima del 1895, Bari, Giovinazzo, Avellino, 1895
- Lettera pastorale di sua eccellenza reverendissima Monsignor d. Ernesto Mazzella arcivescovo di Bari e Canosa per la Quaresima del 1897, Bari, Giovinazzo, Avellino, 1897